# О, моя Венера
О, моя Венера (кор. 오 마이 비너스) — південнокорейський романтично-комедійний телесеріал, який транслювався щопонеділка та щовівторка з 16 листопада 2015 по 5 січня 2016 на телеканалі KBS2.

## Сюжет
Кім Йон Хо виріс у впливовій і багатій родині, але з дитинства мав хворобу кісток. Порятунок він знайшов у постійних тренуваннях та веденні здорового способу життя. Через сімейні негаразди він переїхав до Сполучених Штатів, де став відомим спортивним тренером голлівудських зірок. Після того як його втягнули у скандал з однією акторкою, Йон Хо вирішив повернутися на батьківщину. На борту літака, що прямував до Кореї, стає зле одній з пасажирок і виявилося, що Йон Хо єдиний здатний кваліфіковано надати невідкладну допомогу. Тією пасажиркою була Кан Чу Ин, яка саме поверталася з відрядження з Америки; вона надто туго затягла корсет і знепритомніла від задухи. Але після повернення зі Штатів Чу Ин чекав ще один неприємний сюрприз. Ім У Сік, з яким вони зустрічалися зі шкільних років, вирішив покинути її, і вона вирішує, що прийшов час кардинально змінити своє життя, але не знає, з чого почати. Через свою незграбність вона знов потрапляє в неприємну ситуацію, але випадково в тому ж місці перебував і Йон Хо, який знову врятував її, бо ніколи не міг пройти повз людину, що потрапила у складне становище. Пізніше Йон Хо стає особистим тренером Чу Ин, у них зав'язуються романтичні стосунки, але повертається давня хвороба Йон Хо.

## Акторський склад

### Головні ролі
- Со Чі Соп[en] — у ролі Кім Йон Хо / Джон Кім. Онук матріарха чеболю якому вона має намір передати всю корпорацію, бо він її єдиний кровний нащадок. Мати Йон Хо була єдиною донькою, але померла молодою, його батько одружився вдруге, проте бабця зовсім не збирається передавати корпорацію зятю. Ускладнює все слабке здоров'я Йон Хо.
- Сін Мін А — у ролі Кан Чу Ин. Тридцятитрирічна адвокатка, родом з Тегу. У юності була надзвичайно привабливою дівчиною, яку всі звали «Венера з Тегу». Закінчивши школу, вона здійснила свою мрію стати юристом, але незчулася, як через малорухливий спосіб життя перетворилася з красуні у звичайну жінку з надмірною вагою. ЇЇ покинув хлопець, з яким вона зустрічалися 15 років, і вона ще більше поринає в роботу. Але зустрівши Йон Хо, вирішила зробити все можливе, щоб повернути собі втрачену красу.[2][3]

### Другорядні ролі
- Чон Гьо Ун[en] — у ролі Ім У Сіка. Колишній професійний плавець, зі шкільних років був закоханий у Чу Ин, але коли та набрала зайву вагу, вирішив з нею розлучитися. Став зустрічатися з Су Джін, але все одно постійно цікавився справами своєї колишньої подруги та ревнував її до Йон Хо.
- Ю Ін Йон — у ролі О Су Джін. Навчалася в одній школі з Чу Ин, в дитинстві мала надмірну вагу та завжди заздрила Чу Ин, яка була її єдиною подругою у школі. Доклавши неймовірних зусиль, схудла, стала успішною адвокаткою та влаштувалася керівником у юридичну фірму, де працює Чу Ин. Стала зустрічатися з колишнім бойфрендом Чу Ин, щоб, як вона вважала, помститися за те, що в тієї було все, про що мріяла вона.[4]
- Сон Хун — у ролі Чан Чун Сона. Професійний боець MMA, виріс у сиротинці, але Йон Хо, розгледівши в ньому талант, погодився бути його тренером[5].
- Генрі Ло[en] — у ролі Кім Чі Уна. Менеджер Чун Сона, завжди усміхнений і веселий молодик.
- Чон Хє Сон — у ролі Чан Ї Джін. Королева краси, найбільша фанатка Чун Сона, яка майже одержима ним.
- Чін Кьон[en] — у ролі Чхве Хьо Ран. Друга дружина батька Йон Хо, з якою він одружився після того як овдовів. Має сина — зведеного молодшого брата Йон Хо.
- Чо Ин Джі[en] — у ролі Лі Хьон У. Найкраща подруга Чу Ин, мати-одиначка, що працює шеф-кухарем у ресторані.
- Чхве Чін Хо[en] — у ролі Мін Бьон Ука. Секретар і довірена особа родини Йон Хо, переймається здоров'ям Йон Хо та намагається всіляко допомогти йому.

## Рейтинги
- Найнижчі рейтинги позначені синім кольором, а найвищі — червоним кольором.

| Серія            | Прем'єра          | Рейтинг        | Рейтинг      | Рейтинг        | Рейтинг     |
| Серія            | Прем'єра          | TNmS Ratings   | TNmS Ratings | AGB Nielsen    | AGB Nielsen |
| Серія            | Прем'єра          | По всій країні | Сеул         | По всій країні | Сеул        |
| ---------------- | ----------------- | -------------- | ------------ | -------------- | ----------- |
| 1                | 16 листопада 2015 | 7,4 %          | 8,6 %        | 7,4 %          | 8,16 %      |
| 2                | 17 листопада 2015 | 7 %            | 8,7 %        | 8,2 %          | 9,3 %       |
| 3                | 23 листопада 2015 | 7,4 %          | 8,7 %        | 8,4 %          | 9,5 %       |
| 4                | 24 листопада 2015 | 8,1 %          | 9,9 %        | 9,4 %          | 10,5 %      |
| 5                | 30 листопада 2015 | 7,1 %          | 7,7 %        | 8,8 %          | 9,5 %       |
| 6                | 1 грудня 2015     | 7,9 %          | 8,8 %        | 9,7 %          | 10,7 %      |
| 7                | 7 грудня 2015     | 6,6 %          | 7,4 %        | 8,2 %          | 8,8 %       |
| 8                | 8 грудня 2015     | 7 %            | 8,5 %        | 9,4 %          | 10,2 %      |
| 9                | 14 грудня 2015    | 7,2 %          | 8,4 %        | 8,7 %          | 9,5 %       |
| 10               | 15 грудня 2015    | 7,4 %          | 7,8 %        | 8,9 %          | 9,8 %       |
| 11               | 21 грудня 2015    | 6,5 %          | 7,2 %        | 8,4 %          | 9,1 %       |
| 12               | 22 грудня 2015    | 6,7 %          | 8 %          | 8,6 %          | 9,5 %       |
| 13               | 28 грудня 2015    | 6,7 %          | 7,4 %        | 8,7 %          | 8,8 %       |
| 14               | 29 грудня 2015    | 7,5 %          | 8,5 %        | 9,9 %          | 10,9 %      |
| 15               | 4 січня 2016      | 6,7 %          | 7,2 %        | 8,4 %          | 8,9 %       |
| 16               | 5 січня 2016      | 7,5 %          | 7,4 %        | 8,7 %          | 9 %         |
| Середній рейтинг | Середній рейтинг  | 7,2 %          |              | 8,7 %          | 9,5 %       |

## Нагороди
| Рік  | Нагорода                                | Категорія                                      | Отримувач              | Результат | Примітки |
| ---- | --------------------------------------- | ---------------------------------------------- | ---------------------- | --------- | -------- |
| 2015 | 29-та Премія KBS драма                  | Нагорода за високу майстерність (актор)        | Со Чі Соп              | Перемога  | [ 8 ]    |
| 2015 | 29-та Премія KBS драма                  | Нагорода за високу майстерність (акторка)      | Сін Мін А              | Номінація |          |
| 2015 | 29-та Премія KBS драма                  | Нагорода за майстерність (актор мінісеріалу)   | Со Чі Соп              | Номінація |          |
| 2015 | 29-та Премія KBS драма                  | Нагорода за майстерність (акторка мінісеріалу) | Сін Мін А              | Перемога  |          |
| 2015 | 29-та Премія KBS драма                  | Краща пара                                     | Со Чі Соп та Сін Мін А | Перемога  | [ 9 ]    |
| 2016 | 11-та Сеульська міжнародна премія драми | Видатна корейська акторка                      | Сін Мін А              | Перемога  |          |